# Königsfließ (Naturschutzgebiet)
Das Naturschutzgebiet Königsfließ liegt auf dem Gebiet der Gemeinde Gumtow (Landkreis Prignitz) und auf dem Gebiet der Stadt Kyritz (Landkreis Ostprignitz-Ruppin) in Brandenburg.
Das Gebiet mit der Kenn-Nummer 1473 wurde mit Verordnung vom 23. Dezember 2003 unter Naturschutz gestellt. Das 260 ha große Naturschutzgebiet erstreckt sich nordwestlich der Kernstadt von Kyritz. Am östlichen Rand des Gebietes, durch das der Kyritzer Königsfließ fließt, verläuft die B 5.

## Bedeutung
Das Naturschutzgebiet ist Teil eines Feuchtniederungsgebietes mit Flachmoorböden innerhalb der Kyritzer Platte. Schutzzweck ist die Erhaltung und Entwicklung des Gebietes
- als Lebensraum wild lebender Pflanzengesellschaften, insbesondere der Feuchtwiesen und -weiden sowie der Erlenbruchwälder
- als Lebens- beziehungsweise Rückzugsraum und potenzielles Wiederausbreitungszentrum wild lebender Tierarten; dazu gehören streng geschützte Vogelarten, z. B. Kiebitz, Bekassine, Sumpfrohrsänger, Teichrohrsänger und Eisvogel
- wegen seiner besonderen Eigenart und ökologischen Bedeutung als nahezu unzerschnittenes offenes Feuchtniederungsgebiet mit vielgestaltigen Standortbedingungen
- als Teil des Biotopverbundes zwischen den Niederungsgebieten Kolreper und Dannenwalder Luch sowie Karthaneniederung